# Letrouitiaceae
Letrouitiaceae är en familj av lavar. Letrouitiaceae ingår i ordningen Teloschistales, klassen Lecanoromycetes, divisionen sporsäcksvampar och riket svampar.
|                | Teloschistaceae              |
|                |                              |
|                | Physciaceae                  |
|                |                              |
|                | Megalosporaceae              |
|                |                              |
| Letrouitiaceae | \| \| Letrouitia \| \| \| \| |
|                | \| \| Letrouitia \| \| \| \| |
|                | Ropalosporaceae              |
|                |                              |
|                | Caliciaceae                  |
|                |                              |
|                | Microcaliciaceae             |
|                |                              |
|                | Letrouitia                   |
|                |                              |

|  | Letrouitia |
|  |            |